# 阿特兰蒂达教堂
阿特兰蒂达教堂（西班牙語：Iglesia de Cristo Obrero y Nuestra Señora de Lourdes）是烏拉圭的一座羅馬天主教教區教堂，位于卡内洛内斯省阿特兰蒂达，也是该国世界文化遺產之一。天主教会體制中，该教堂由天主教蒙得維的亞總教區下属的天主教卡內洛內斯教區负责管理。

## 概况
阿特兰蒂达教堂距離乌拉圭首都蒙特維多约45公里。聖殿供奉耶稣基督和露德聖母，亦是當地的地標建築。该教堂由工程師埃拉蒂奥·迪埃斯特設計，於1958年3月动工修筑，1960年7月落成，1998年，烏拉圭政府通过了第129/998號決議，宣佈该教堂為國定古蹟。
這座教堂是20世紀下半葉典型的拉丁美洲現代主义建築，其受到意大利早期天主教和中世纪宗教建筑的影响，教堂採用簡單的磚砌結構，在鋼筋陶瓷構造中運用裸露且經強化處理的磚塊，兼顧結構功能與資源節省，並呈現出良好的美學效果。教堂的裸露磚牆支撐著同樣起伏的屋頂，因此全建筑并没有一根樑柱，屋頂由一系列由迪埃斯特設計的鋼筋磚高斯拱頂組成。教堂內有雕塑家愛德華多·迪亞茲·耶佩斯創作的木製基督像，以及一座由原始綠色花崗岩塊砌成的祭壇。而教堂主体建筑右侧有一座15公尺高的塔樓，塔樓牆壁为鏤空设计。教堂还有一个地下洗礼堂，其位于教堂前广场的左侧，室内的照明依靠中央眼洞天窗而非电气。
2021年7月27日，這座教堂以「工程师埃拉蒂奥·迪埃斯特的作品：阿特兰蒂达教堂」之名稱被聯合國教科文組織列入世界文化遺產，成为烏拉圭继萨克拉门托移民鎮的歷史區、弗赖本托斯的文化工業景觀後的第三个世界文化遗产。